# Garpan
Garpan (nepalski: गर्पन) – gaun wikas samiti w zachodniej części Nepalu w strefie Bheri w dystrykcie Surkhet. Według nepalskiego spisu powszechnego z 2001 roku liczył on 358 gospodarstw domowych i 2063 mieszkańców (1059 kobiet i 1004 mężczyzn).